# A Nagymama
A Nagymama è un cortometraggio muto del 1916 diretto da Korda Sándor (Alexander Korda).